# Deontay Wilder
Deontay Leshun Wilder (n. 22 octombrie 1985, Tuscaloosa⁠(d), Alabama, SUA) este un boxer profesionist american. Deține titlul WBC din 2015, devenind astfel primul campion american la categoria grea la nivel mondial în nouă ani, care a reprezentat cea mai lungă perioadă de timp în istoria boxului fără un campion american la categoria grea. Ca amator a câștigat o medalie de bronz la divizia grea la Jocurile Olimpice din 2008. Acest lucru a condus la porecla lui "The Bomber Bronze", pe care Wilder l-a inventat după Joe Louis, cunoscut sub numele de "The Bomber Brown".
Wilder este cunoscut pentru că a terminat toate meciurile în afară de unul prin KO; raportul său knockout-to-win este în prezent 95%, cu 19 knockouts în prima rundă. Începând din iunie 2017, este clasat pe locul trei la categoria grea în topul revistei The Ring, în spatele lui Tyson Fury și Anthony Joshua, iar cel de-al patrulea cel mai bun de către Transnational Boxing Rankings Board și BoxRec.

## Carieră profesională

### Începuturi
Wilder și-a făcut debutul la vârsta de 23 de ani la 15 noiembrie 2008 la Gymnasiumul Memorial Universitar Vanderbilt din Nashville, Tennessee. A făcut KO pe Ethan Cox în a doua rundă. Cox a fost doborât de trei ori în a doua rundă înainte ca lupta să fie oprită în cele din urmă. Wilder a luptat de șapte ori în 2009, câștigând toate luptele în runda 1. [6] Până în octombrie 2012, Wilder a câștigat o impresionantă serie de 25 de lupte, câștigând toate prin knock-out și toate în cele patru runde. Unele opriri notabile au inclus fostul challenger la titlul WBA la categoria grea, Owen Beck (27-10, 20 KOs), fostul challenger WBO la categorie grea, DeAndrey Abron (15-6, 10 KOs) și fostul challenger WBO la categoria grea Damon Reed (46-15, 32 KOs ).

## Rezultate în boxul profesionist
| Rez.       | La general | Adversar                | Tup | Runda, timp   | Dată       | Locație                                                         | Note                                                                                  |
| ---------- | ---------- | ----------------------- | --- | ------------- | ---------- | --------------------------------------------------------------- | ------------------------------------------------------------------------------------- |
| Victorie   | 44–4–1     | Tyrrell Anthony Herndon | TKO | 7 (10), 2:16  | 27-06-2025 | Charles Koch Arena, Wichita, Kansas, SUA                        |                                                                                       |
| Înfrângere | 43–4–1     | Zhilei Zhang            | TKO | 5 (12), 1:51  | 01-06-2024 | Kingdom Arena, Riyadh, Arabia Saudită                           |                                                                                       |
| Înfrângere | 43–3–1     | Joseph Parker           | UD  | 12            | 23-12-2023 | Kingdom Arena, Riyadh, Arabia Saudită                           | Pentru centurile WBO Inter-Continental și WBC International vacantă la categoria grea |
| Victorie   | 43–2–1     | Robert Helenius         | KO  | 1 (12), 2:57  | 15-10-2022 | Barclays Center, New York City, New York                        |                                                                                       |
| Înfrângere | 42–2–1     | Tyson Fury              | KO  | 11 (12), 1:10 | 09-10-2021 | T-Mobile Arena, Paradise, Nevada, U.S.                          | Pentru centurile WBC și The Ring heavyweight titles                                   |
| Înfrângere | 42-1-1     | Tyson Fury              | TKO | 7 (12), 1:39  | 22-02-2020 | MGM Grand Garden Arena, Las Vegas, Nevada, U.S.                 | Pierde titlul WBC la categoria grea                                                   |
| Victorie   | 42–0–1     | Luis Ortiz              | KO  | 7 (12), 2:51  | 23-11-2019 | MGM Grand Garden Arena, Paradise, Nevada, U.S.                  | Păstrează titlul WBC la categoria grea                                                |
| Victorie   | 41–0–1     | Dominic Breazeale       | KO  | 1 (12), 2:17  | 18-05-2019 | Barclays Center, New York City, New York, U.S.                  | Păstrează titlul WBC la categoria grea                                                |
| Egal       | 40-0-1     | Tyson Fury              | SD  | 12            | 01-12-2018 | Staples Center, Los Angeles, California, U.S.                   | Păstrează titlul WBC la categoria grea                                                |
| Victorie   | 40–0       | Luis Ortiz              | TKO | 10 (12), 2:05 | 03-03-2018 | Barclays Center, New York City, New York, U.S.                  | Păstrează titlul WBC la categoria grea                                                |
| Victorie   | 39–0       | Bermane Stiverne        | KO  | 1 (12), 2:59  | 04-11-2017 | Barclays Center, New York City, New York, U.S.                  | Păstrează titlul WBC la categoria grea                                                |
| Victorie   | 38–0       | Gerald Washington       | TKO | 5 (12), 1:45  | 25-02-2017 | Legacy Arena, Birmingham, Alabama, U.S.                         | Păstrează titlul WBC la categoria grea                                                |
| Victorie   | 37–0       | Chris Arreola           | RTD | 8 (12), 3:00  | 16-07-2016 | Legacy Arena, Birmingham, Alabama, U.S.                         | Păstrează titlul WBC la categoria grea                                                |
| Victorie   | 36–0       | Artur Szpilka           | KO  | 9 (12), 2:24  | 16-01-2016 | Barclays Center, New York City, New York, U.S.                  | Păstrează titlul WBC la categoria grea                                                |
| Victorie   | 35–0       | Johann Duhaupas         | TKO | 11 (12), 0:55 | 26-09-2015 | Legacy Arena, Birmingham, Alabama, U.S.                         | Păstrează titlul WBC la categoria grea                                                |
| Victorie   | 34–0       | Éric Molina             | KO  | 9 (12), 1:03  | 13-06-2015 | Bartow Arena, Birmingham, Alabama, U.S.                         | Păstrează titlul WBC la categoria grea.                                               |
| Victorie   | 33–0       | Bermane Stiverne        | UD  | 12            | 17-01-2015 | MGM Grand Garden Arena, Paradise, Nevada, U.S.                  | Câștigă titlul WBC la categoria grea.                                                 |
| Victorie   | 32–0       | Jason Gavern            | RTD | 4 (10), 3:00  | 16-08-2014 | StubHub Center , Carson, California , U.S.                      |                                                                                       |
| Victorie   | 31–0       | Malik Scott             | KO  | 1 (12), 1:36  | 15-03-2014 | Coliseo Rubén Rodríguez, Bayamón, Puerto Rico                   |                                                                                       |
| Victorie   | 30–0       | Nicolai Firtha          | KO  | 4 (10), 1:26  | 26-10-2013 | Boardwalk Hall, Atlantic City, New Jersey, U.S.                 | Retained WBC Continental Americas heavyweight title                                   |
| Victorie   | 29–0       | Siarhei Liakhovich      | KO  | 1 (10), 1:43  | 09-08-2013 | Fantasy Springs Resort Casino, Indio, California, U.S.          | Retained WBC Continental Americas heavyweight title                                   |
| Victorie   | 28–0       | Audley Harrison         | TKO | 1 (12), 1:10  | 27-04-2013 | Motorpoint Arena, Sheffield, England                            |                                                                                       |
| Victorie   | 27–0       | Matthew Greer           | TKO | 2 (8), 1:16   | 19-01-2013 | Centro de Convenciones, Villahermosa, Mexic                     |                                                                                       |
| Victorie   | 26–0       | Kelvin Price            | KO  | 3 (10), 0:51  | 15-12-2012 | Memorial Sports Arena, Los Angeles, California, U.S.            | Won WBC Continental Americas heavyweight title                                        |
| Victorie   | 25–0       | Damon McCreary          | KO  | 2 (10), 0:55  | 08-09-2012 | The Hangar, Costa Mesa, California, U.S.                        |                                                                                       |
| Victorie   | 24–0       | Kertson Manswell        | TKO | 1 (10), 2:10  | 04-08-2012 | Civic Center Expo Hall, Mobile, Alabama, U.S.                   |                                                                                       |
| Victorie   | 23–0       | Owen Beck               | RTD | 3 (8), 3:00   | 23-06-2012 | Killer Buzz Arena, Tuscaloosa, Alabama, U.S.                    |                                                                                       |
| Victorie   | 22–0       | Jesse Oltmanns          | TKO | 1 (8), 0:26   | 26-05-2012 | Oasis Hotel Complex, Cancún, Mexic                              |                                                                                       |
| Victorie   | 21–0       | Marlon Hayes            | TKO | 4 (8), 3:00   | 25-02-2012 | Scottrade Center, St. Louis, Missouri, U.S.                     |                                                                                       |
| Victorie   | 20–0       | David Long              | KO  | 1 (8), 1:17   | 26-11-2011 | U.S. Bank Arena, Cincinnati, Ohio, U.S.                         |                                                                                       |
| Victorie   | 19–0       | Daniel Cota             | KO  | 3 (8), 2:55   | 05-11-2011 | Centro de Convenciones, Cancún, Mexic                           |                                                                                       |
| Victorie   | 18–0       | Dominique Alexander     | TKO | 2 (6), 2:02   | 27-08-2011 | Water Oaks Farm Arena, Tuscaloosa, Alabama, U.S.                |                                                                                       |
| Victorie   | 17–0       | Damon Reed              | KO  | 2 (6), 1:59   | 18-06-2011 | Tuscaloosa Amphitheater, Tuscaloosa, Alabama, U.S.              |                                                                                       |
| Victorie   | 16–0       | Reggie Pena             | TKO | 1 (6), 2:03   | 06-05-2011 | Fantasy Springs Resort Casino, Indio, California, U.S.          |                                                                                       |
| Victorie   | 15–0       | DeAndrey Abron          | TKO | 2 (6), 1:23   | 19-02-2011 | Shelton State Community College, Tuscaloosa, Alabama, U.S.      |                                                                                       |
| Victorie   | 14–0       | Danny Sheehan           | KO  | 1 (6), 1:48   | 02-12-2010 | Hilton Towers Ballroom, Lafayette, Louisiana, U.S.              |                                                                                       |
| Victorie   | 13–0       | Harold Sconiers         | TKO | 4 (6), 1:09   | 15-10-2010 | Fantasy Springs Resort Casino, Indio, California, U.S.          |                                                                                       |
| Victorie   | 12–0       | Shannon Caudle          | KO  | 1 (6), 1:04   | 25-09-2010 | Fitzgeralds Casino and Hotel, Tunica Resorts, Mississippi, U.S. |                                                                                       |
| Victorie   | 11–0       | Dustin Nichols          | RTD | 1 (6), 3:00   | 03-07-2010 | Club Palace, Hattiesburg, Mississippi, U.S.                     |                                                                                       |
| Victorie   | 10–0       | Alvaro Morales          | TKO | 3 (6), 1:23   | 30-04-2010 | Tropicana Las Vegas, Paradise, Nevada, U.S.                     |                                                                                       |
| Victorie   | 9–0        | Ty Cobb                 | KO  | 1 (6), 0:33   | 02-04-2010 | Hard Rock Hotel and Casino, Paradise, Nevada, U.S.              |                                                                                       |
| Victorie   | 8–0        | Jerry Vaughn            | KO  | 1 (6), 1:02   | 18-11-2009 | Duke Energy Convention Center, Cincinnati, Ohio, U.S.           |                                                                                       |
| Victorie   | 7–0        | Travis Allen            | TKO | 1 (4), 1:30   | 14-08-2009 | Desert Diamond Casino, Tucson, Arizona, U.S.                    |                                                                                       |
| Victorie   | 6–0        | Kelsey Arnold           | KO  | 1 (4), 1:13   | 26-09-2009 | Desert Diamond Casino, Tucson, Arizona, U.S.                    |                                                                                       |
| Victorie   | 5–0        | Charles Brown           | KO  | 1 (6), 0:55   | 23-05-2009 | Duke Energy Convention Center, Cincinnati, Ohio, U.S.           |                                                                                       |
| Victorie   | 4–0        | Joseph Rabotte          | KO  | 1 (4), 2:33   | 24-04-2009 | UIC Pavilion, Chicago, Illinois, U.S.                           |                                                                                       |
| Victorie   | 3–0        | Richard Greene Jr.      | RTD | 1 (4), 3:00   | 14-03-2009 | Duke Energy Convention Center, Cincinnati, Ohio, U.S.           |                                                                                       |
| Victorie   | 2–0        | Shannon Gray            | TKO | 1 (4), 2:12   | 06-03-2009 | James M. Trotter Convention Center, Columbus, Mississippi, U.S. |                                                                                       |
| Victorie   | 1–0        | Ethan Cox               | TKO | 2 (4), 2:54   | 15-11-2008 | Memorial Gymnasium, Nashville, Tennessee, U.S.                  | Professional debut                                                                    |